# Mord på Allhelgonadagen
Mord på Allhelgonadagen (engelska: Hallowe'en Party) är en detektivroman av den brittiska författaren Agatha Christie. Den kom ut på engelska 1969 och på svenska 1971. Boken är tillägnad P.G. Wodehouse. Den har bearbetats för tv, radio och nu senast för filmen Mord i Venedig (2023).
Romanen handlar om den belgiske detektiven Hercule Poirot och deckarförfattaren Ariadne Oliver. En skrytsam flicka på en fest berättar för fru Oliver att hon en gång bevittnat ett mord. Samma flicka drunknar senare i en äppelhink, och Poirot måste lösa ett tvådelat mysterium: vem dödade flickan, och vad, om något, bevittnade hon?

## Handling
När Ariadne Oliver besöker sin vän Judith Butler i Woodleigh Common hjälper hon grannarna att planera en julfest för barn i den rika Rowena Drakes hus. Efter att ha träffat Mrs. Oliver hävdar 13-åriga Joyce Reynolds att hon en gång bevittnat ett mord, även om hon vid den tiden var för ung för att känna igen det som ett sådant. Även om ingen verkar tro henne hittas Joyce drunknad i en äppelhink efter festen. Fru Oliver blir förtvivlad och kallar till sig Hercule Poirot för att lösa fallet. Med hjälp av den pensionerade polisinspektör Spence gör Poirot en lista över de senaste dödsfallen och försvinnandena i området Woodleigh Common. Av dessa är det tre som sticker ut som betydande:
- Rowenas moster, fru Llewellyn-Smythe dog plötsligt men av vad man trodde var naturliga orsaker.
- Hennes au pair Olga Seminoff försvann när en kodicill som gynnade henne i arbetsgivarens testamente visade sig vara en förfalskning.
- Leslie Ferrier, en advokat med tvivelaktiga kontakter och tidigare dömd för förfalskning, knivhöggs i ryggen av en okänd gärningsman.

När Poirot intervjuar stadsborna får han reda på några intressanta fakta:
- Judiths dotter Miranda var Joyces närmaste vän och paret delade hemligheter.
- Joyce var känd för att ljuga för att få uppmärksamhet.
- Elizabeth Whittaker, en matematiklärare, bevittnade hur Rowena blev skrämd och tappade en vas med vatten utanför biblioteket medan festdeltagarna lekte.
- En före detta städerska hos mrs Llewellyn-Smythe hade bevittnat hur hennes arbetsgivare tillverkade den påstått förfalskade kodicillen.
- En vacker trädgård som byggdes i ett övergivet stenbrott designades av Michael Garfield, en stilig narcissistisk man, för Mrs. Llewellyn-Smythe. Han bodde i en stuga på ägorna för att övervaka arbetet och bor fortfarande där.
- Offrets bror Leopold Reynolds har fått gott om pengar på sistone.
- Leopold hittas död. Rowena berättar för Poirot att hon sett honom i biblioteket samma kväll som festen ägde rum och hon tror att han bevittnade mordet på sin syster.

Poirot råder polisen att söka igenom skogen i närheten av stenbrottet. I sökandet hittas Olgas kropp i en övergiven brunn, knivhuggen på samma sätt som Ferrier. Av rädsla för ett nytt mord skickar Poirot ett telegram till Mrs. Oliver och instruerar henne att ta Judith och hennes dotter till London.
Miranda träffar Garfield, som tar henne till ett hedniskt offeraltare, med avsikt att förgifta henne. Han begår dock självmord när två ungdomar som rekryterats av Poirot räddar Mirandas liv. Miranda avslöjar att det var hon som såg Garfield och Rowena släpa Olgas kropp genom stenbrottets trädgård, och hon berättade det i hemlighet för Joyce. Miranda hade inte varit närvarande vid förberedelserna för festen, så Joyce försökte få den berömda Ariadnes uppmärksamhet genom att hävda att Mirandas historia var hennes egen.
Poirot lägger fram lösningen för Mrs. Oliver och Mrs. Butler. Rowena inledde en affär med Garfield medan hennes döende make fortfarande levde. Äcklad av detta skrev Rowenas moster en kodicill som testamenterade hennes förmögenhet till Olga. De älskande konspirerade sedan för att misskreditera Olgas påstående och anlitade Ferrier för att ersätta kodicillen med en avsiktligt klumpig förfalskning för att säkerställa att Rowena ärvde allt; Den riktiga kodicillen har nu hittats av polisen. Både Olga och Ferrier mördades för att dölja bedrägeriet, men Rowena misstänkte att någon hade bevittnat bortskaffandet av Olgas kropp. Rowena dödade Joyce när hon hävdade att hon hade bevittnat ett mord, ovetandes om att Joyce hade anammat Mirandas berättelse. Tappandet av vasen, som mrs Whittaker bevittnade, var för att dölja det faktum att Rowena redan var våt efter att ha dränkt Joyce. Leopold mördades för att han bad Rowena om pengar och hon misstänkte att han visste något.
Poirot tror att Rowena troligen skulle ha gått samma öde till mötes som Olga, eftersom Garfields motiv för mordet var hans besatthet av att anlägga en andra, mer perfekt trädgård. När han väl hade Rowenas pengar skulle han snart inte längre behöva henne, eftersom hon redan hade försett honom med en grekisk ö.
Poirot avslöjar också att Judith egentligen inte är änka. Hon hade en gång en kort affär med Michael Garfield, och Miranda är barnet av den föreningen. Butlers träffade Michael igen av en slump flera år senare. Även om Michael var förtjust i Miranda var han villig att döda sitt eget barn för att tillfredsställa sitt behov av att skapa. Judith är nöjd med Poirots hjälp och tackar honom.

## Karaktärer
- Hercule Poirot – Belgisk detektiv, ombedd att hjälpa till att utreda mordet på Joyce Reynolds av sin vän Mrs. Oliver.
- Ariadne Oliver – deckarförfattare och Poirots vän.
- Alfred Richmond – Polismästare vid den lokala polisen.
- Dr Ferguson – lokal läkare och utsedd poliskirurg.
- Joyce Reynolds – det första offret i fallet. En trettonårig flicka på Rowenas Halloweenfest.
- Olga Seminoff – en au pair-tjej från Hercegovina.
- Mrs. Llewellyn-Smythe – en förmögen änka.
- Leslie Ferrier – en lokal advokat, mördad innan romanen börjar.
- Janet White – en lokal lärare, död av strypning innan romanen börjar.
- Leopold Reynolds – det andra offret i fallet. Joyces yngre bror.
- Rowena Drake - Mrs. Llewellyn-Smythes brorsdotter.
- Miranda Butler – en tolvårig flicka som var sjuk och inte kunde delta i festen.
- Judith Butler – Mrs. Olivers väninna och mor till Miranda.
- Ann Reynolds – Joyces och Leopolds äldre syster.
- Mrs. Reynolds – Joyces och Leopolds mor.
- Michael Garfield – en trädgårdsmästare, återvände nyligen till området.
- Elizabeth Whittaker – lärare i matematik och latin på The Elms school.
- Miss Emlyn – lokal rektor på The Elms School.
- Mrs. Goodbody – en lokal städerska som deltar i festen i rollen som häxa.
- Jeremy Fullerton - Mrs. Llewellyn-Smythes advokat och arbetsgivare till Ferrier.
- Nicholas Ransom – en 18-åring, som deltog i festen.
- Desmond Holland – en 16-åring, som deltog i festen.
- Harriet Leaman – Mrs. Llewellyn-Smythes före detta städerska.
- George – Poirots trogne betjänt.
- Kommissarie Spence – en pensionerad polis.
- Elspeth McKay - Kommissarie Spences syster.

## Litterär betydelse och mottagande
Samtida recensioner var till stor del negativa, även om de mildrades av en uppskattning av Christies höga ålder. Författaren och akademikern Robert Barnard, som 1980 skrev en monografi om Christie, konstaterade: "Handlingen i den här är inte så dålig, men berättandet är mycket dåligt: den är full av lösa trådar, otroliga karaktärer och behåller bara ett marginellt grepp om läsarens intresse. Mycket av det låter som om det talades in i en bandspelare och läses aldrig igenom efteråt." Christie använde ibland diktafon när hon skrev. Enligt hennes barnbarn "brukade hon diktera sina berättelser i en maskin som kallades diktafon och sedan skrev en sekreterare ner detta till ett maskinskrivet manuskript, som min mormor rättade för hand."
Robert Weaver skrev i Toronto Star den 13 december 1969: "Mord på Allhelgonadagen... är en besvikelse, men med alla sina prestationer kan Miss Christie förlåtas vissa besvikelser... Poirot verkar trött och det gör boken också."
Kritisk omprövning på senare år har dock lett till mer positiva recensioner. I Poirot: The Greatest Detective in the World, en facklitterär studie från 2020 av alla Poirot-romaner inför karaktärens hundraårsjubileum, beskriver Mark Aldridge Mord på Allhelgonadagen som "en mycket minnesvärd och spännande roman som gör ett bestående intryck på läsaren". Samtidigt som han kommenterar romanens brister, såsom olösta berättelsetrådar och en "ovanligt obeskriven mördare", skriver Aldridge att den har "en energisk och spännande inledning, en utmärkt ledtråd som gömmer sig i öppen dager, och en ton av bister fascination för mordet hela tiden." Han noterar hur Christie var nedstämd över vad hon uppfattade som ökande grymhet och kriminalitet i omvärlden och att hon läste rapporter om aktuell brottslighet som en del av sin inspiration.